# Le Vuache
Le Vuache, la montagne de Vuache, la montagne du Vuache ou encore la montagne de Chaumont, est une montagne située dans le centre-est de la France, dans le département de la Haute-Savoie, près de la frontière avec la Suisse et de Genève au nord-est, d'Annecy au sud-est et de Bellegarde-sur-Valserine à l'ouest.

## Toponymie

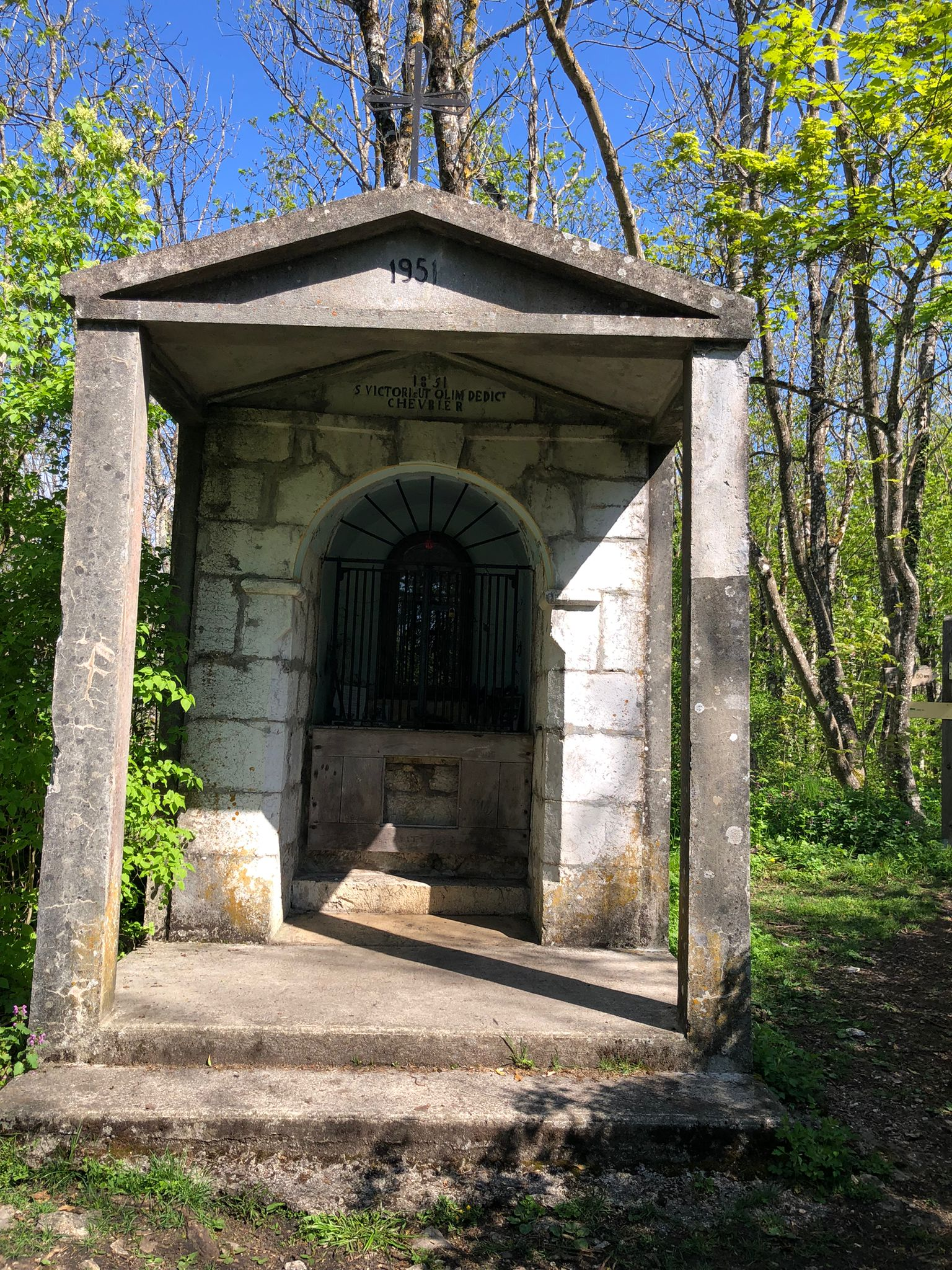
Oratoire Sainte-Victoire au sommet du Vuache.

En langue savoyarde, « Vuache » se prononce ouache, ouoche, ouoss (le ou équivaut au w anglais). D'où l'orthographe Wache au XVIIIe siècle.
La première mention écrite date de 1173-1178 : Vaschium. Du XIe au XVe siècle, la montagne porte d'autres noms : de Chaumont, de Savigny, de Chevrier, de Sainte-Victoire (entre Chevrier et Dingy), d'Arcine, d'Entremont. Le Vuache désignait alors la seigneurie centrée sur le château de Vulbens en haut de l'église (ne pas confondre avec le château de Faramaz quelques centaines de mètres plus loin). C'est ce qui ressort de la lecture des comptes de châtellenie des années 1326 et suivantes, du terrier de 1447, etc.
Ce mot « Vuache » pourrait être lié aux sols argileux, lourds et humides de la plaine de Chevrier-Vulbens. L. Guinet signale le vieux français wachas (« marais ») ; le dictionnaire Französisches Etymologisches Wörterbuch (FEW) cite le mot savoyard ouachi (« passer dans de l'herbe haute », par analogie avec l'eau). « Eau » se disait wassa à Morzine, Samoëns, Bonneville, vouache dans le Val d'Aoste, wacha à Annecy, vouessa vers Nantua. À Vulbens et Jonzier, vaché désigne une caisse emplie d'eau où l'on plongeait le cochon tué pour lui enlever ses poils.
Le nom « Vuache » pourrait avoir été donné à la  plaine de Vulbens à une époque où le recul démographique ne permettait plus d'assurer le drainage des sols. On pense à l'époque du Haut Moyen Âge (Ve - Xe siècles). On trouve des tuiles romaines partout dans la plaine alors que les villages actuels se trouvent sur des terrains égouttés en bas du mont. Il y a eu une rupture de l'habitat. Il y a peut-être vers l'An Mil chute de la population, recul des cultures et développement des marais et sols humides.
Puis, progressivement, le mot « Vuache » glisse de la seigneurie à la montagne au-dessus de Vulbens.
Le toponyme de « montagne de Chaumont » vient du village de Chaumont implanté à l'extrémité méridionale de la montagne.

## Géographie

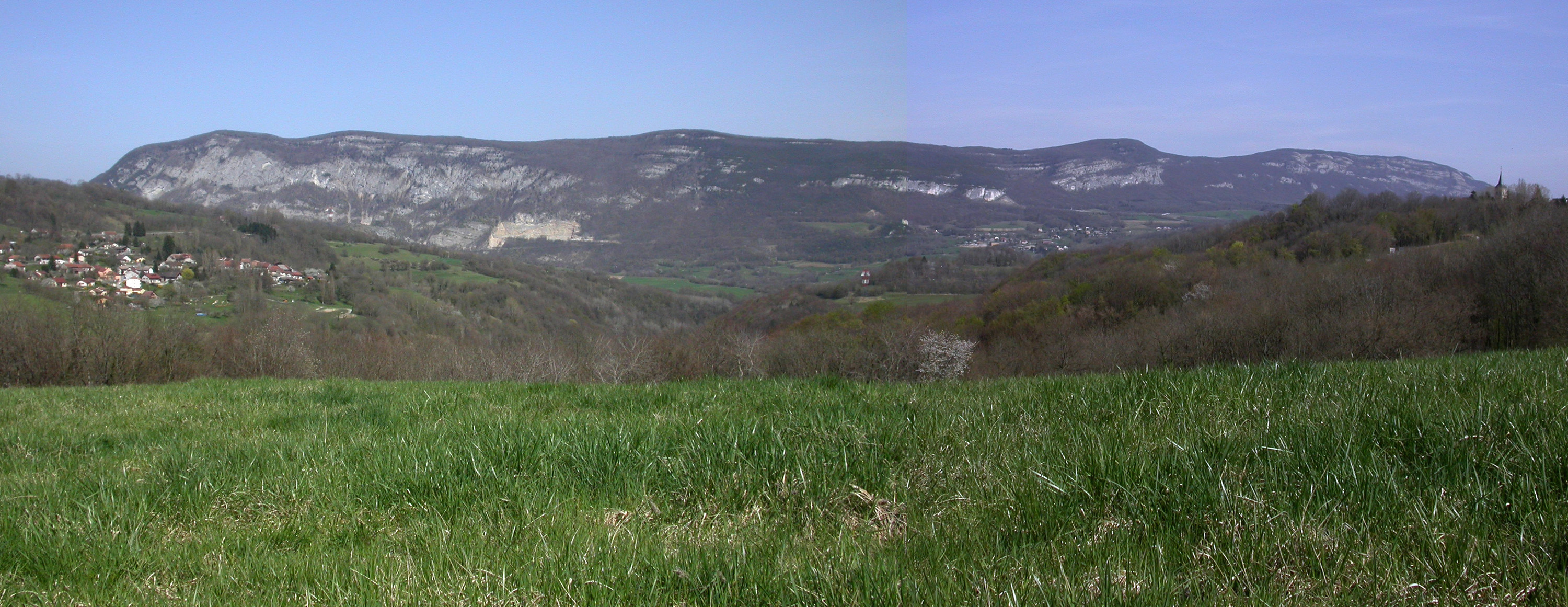
Le Vuache vu d'Éloise à l'ouest.

### Topographie
La montagne du Vuache est située dans l'ouest de la Haute-Savoie ; elle appartient à l'extrémité méridionale de la haute chaîne du Jura, dont elle est séparée par la cluse du Rhône (défilé de l'Écluse). Il s'agit d'un étroit chaînon de 14 km de long et 1,5 à 3 km de large, orienté NW-SE.
Le Vuache culmine à 1 112 mètres, et, avec le Salève, délimite le bassin au milieu duquel s'est développée la ville de Genève. Sur le plan historique, le Genevois français déborde largement ces limites géographiques.
L'épaulement septentrional du Vuache, en surplomb du défilé de l'Écluse, est un site classé.

### Géologie
D'apparence monoclinale à pendage est, le Vuache est en réalité le prolongement méridional des structures antiformes chevauchantes formant le Grand Crêt d'Eau. Il apparait ainsi comme un anticlinal dont le flanc ouest est tronqué par la faille décrochante senestre du Vuache qui court parallèlement à l'axe du chaînon et explique la forte dissymétrie des deux versants de la montagne.

#### Structure tectonique

Position du Vuache dans le massif du Jura.

La faille du Vuache est le résultat de la convergence de plusieurs grands ensembles de faille situés en bordure et au cœur du massif du Grand Crêt d'Eau,. Elle se poursuit ensuite vers le sud-est où elle marque la bordure nord-est de la montagne de Musièges, passe à proximité de La Balme-de-Sillingy et se perd dans le lac d'Annecy. La faille du Vuache est une faille faiblement active, sur laquelle plusieurs séismes modérés ont eu lieu au cours du XXe siècle. Le plus important répertorié est le séisme de 1996 à Annecy de magnitude M(L) 5.3 et qui a occasionné des dégâts à Annecy et dans sa banlieue. Son épicentre a été localisé entre Épagny et Sillingy.
La faille du Vuache ne résume pas un seul plan de faille mais est constituée en réalité d'un faisceaux de plan de faille comme il a été remarqué lors du séismes de 1996 et d'une largeur pouvant atteindre 1,5 km. Le long du Vuache, ce faisceau de faille est responsable d'un surépaississement des formations jurassiques sur le flanc ouest. Son comportement décrochant senestre est par ailleurs corroboré par l'identification de nombreuses fractures de Riedel d'orientation ONO-ESE,.
Des déformations sur le versant est ont aussi été identifiées. Ils incluent des plis en kink affectant l'urgonien (formations des gorges de l’Orbe et de Vallorbe) et la molasse sus-jacente et des accidents longitudinaux traduisant la présence de plans de faille. De par leur disposition, ces derniers pourraient rejoindre en profondeur la faille du Vuache qui correspondrait alors à un niveau de décollement servant à un expulsé un coin (le Vuache) vers le haut dans une configuration de structure en fleur positive. Ce type de mécanisme est fréquent le long de système décrochant et se rencontre sur de nombreux plis du Jura interne.
La morphologie en « S » de l'axe de la montagne du Vuache est notamment liée au mouvement décrochant sénestre de la faille du Vuache.

#### Série stratigraphie
La série stratigraphique du Vuache est similaire à celle du reste du massif du Jura tout en présentant quelques spécificités liées à sa position méridionale et à l'impact de la faille du Vuache,,. Le flanc ouest du Vuache présente une coupe continue des séries jurassiques. Elle débute par les marnes du mont d'Ain du Bathonien et atteint la formation de Goldberg (Berriasien) à hauteur de la crête. Le flanc est forme une pente structurale avec les séries crétacés à paléogènes. De par l'orientation des bancs, la quasi-totalité des couches mésozoïques peut être observée le long de la route départementale D 908a. Les différences majeures avec la série stratigraphique du Jura concernent principalement :
- la présence d'une lacune stratigraphique de l'Oxfordien inférieur ;
- des différences d'épaisseur et de faciès dans les formations du Vuache et Grand Essert résultant d'une période d'activité de la faille du Vuache ;
- la présence d'une seconde lacune stratigraphique au sommet de la formation de Vallorbe (urgonien, toit du Crétacé inférieur) qui englobe tout le Crétacé supérieur (formations de la perte du Rhône et de Narlay). Le grès sidérolithique repose ainsi directement sur la formation de Vallorbe ou comble des karsts creusés dans cette même unité.

#### Histoire géologique
À l'image du reste du domaine jurassien, l'emplacement du Vuache correspond au Mésozoïque à une plateforme carbonatée soumises aux variations eustatiques. Cependant, les phases successives d'activité de la faille du Vuache vont entrainer des modifications locales de la sédimentation puis le soulèvement du Vuache.
Les premières phases d'activité se produisent au Crétacé précoce soulevant différentiellement les deux compartiments. Les accumulations au Berriasien (formations de Goldberg et de Pierre-Châtel) présentent, de part et d'autre de la faille, des différences d'épaisseur mais des lithologies similaires, suggérant des différences de taux de sédimentation. Au Valanginien, la formation du Vuache présente deux faciès distincts trahissant des environnements différents entre les deux compartiments. Le compartiment oriental est dominé par un calcaire lumachellique glauconieux, bioturbé et riche en huîtres (faciès à Alectryonia rectangularis) décrivant un haut-fond de 30 à 60 m de profondeur et au fort hydrodynamisme, tandis que le compartiment occidental représente un environnement plus profond (100 à 200 m de profondeur) et à faible hydrodynamisme. Au début de l'Hauterivien (formation du Grand Essert), les deux compartiments diffèrent uniquement par une proportion plus argileuse sur le versant occidental. Mais les faunes d'oursin et d'ammonite, identiques entre les deux compartiments, confirment un paléoenvironnement similaire le long de la faille du Vuache de type circalittoral (100 à 200 m de profondeur) avec une légère déclivité persistante sur le compartiment occidental. L'Hauterivien précoce est ensuite marqué par un soulèvement important du compartiment oriental. Le compartiment occidental se comble progressivement. Il se distingue par des intervalles marneux métriques, des surfaces durcies avec des encroutements siliceux et ferrugineux riches en débris coquillers. Il correspond alors à un haut-fond distal où la profondeur n'excédait pas 25 à 50 m. L'avancée de la plateforme urgonienne (formations des gorges de l’Orbe et de Vallorbe), à l'Hauterivien tardif, s'accompagne d'un rééquilibrage bathymétrique et sédimentaires entre les deux versants.
Le Paléogène est marqué par transformation en karst des séries urgoniennes dont les cavités sont remplies par les grès sidérolithiques de l'Éocène ainsi qu'en plusieurs points du plan de la faille du Vuache. La faille rejoue ensuite au cours de l'Oligocène et du Miocène. D'abord par la surrection du mont de Musièges à l'Oligocène puis par l'absence de molasse marine supérieur du Burdigalien dans le bassin genevois. Cette dernière résulterait du soulèvement du compartiment oriental, entrainant la formation du Vuache qui aurait constitué un obstacle à la transgression burdigalienne vers le nord-est.

### Faune
Le Vuache s’inscrit dans la continuité du vaste ensemble formé par la haute chaîne du Jura, l'Étournel et le défilé de l'Écluse, qui présente globalement un intérêt ornithologique majeur. Il fait partie de la ZICO RA 14 Haute chaîne du Jura : défilé de l’Écluse, Étournel et mont Vuache.
Parmi les Galliformes, la Gélinotte des bois niche sur la montagne du Vuache, où elle fréquente de préférence les boisements mélangés de crête.
En ce qui concerne les rapaces, le Faucon pèlerin niche en plusieurs points des falaises du versant ouest ; 
le grand-duc d'Europe est également présent, nichant dans la partie nord de ces mêmes falaises. L’aigle royal, le circaète Jean-le-Blanc et le faucon hobereau utilisent le secteur comme terrain de chasse. La nidification du Circaète Jean-le-Blanc sur le site a été prouvée en 2006, se soldant par un échec. Le milan noir et la bondrée apivore nicheraient pour leur part sur le mont Vuache ou à sa base périphérique.
De plus, les crêtes nord du Vuache jusqu’à la dépression du Golet du Pey (800 m) constituent, au même titre que le défilé de l’Écluse, une importante voie de migration pour les oiseaux, à l’automne et au printemps. C’est un goulet migratoire essentiel pour les rapaces (l’un des treize sites principaux identifiés à ce titre en France), puisque plus de 20 000 oiseaux de proie y sont régulièrement comptabilisés au passage, principalement : buse variable (< 14 000 individus), bondrée apivore (< 5 000), milan noir (< 4 000), milan royal (< 2 000), épervier d'Europe (< 800). Mais d’autres migrateurs peuvent être observés tels que Cigogne blanche, Cigogne noire, Grue cendrée, Héron cendré, Grande Aigrette ou des passereaux : Alouette lulu, Alouette des champs, Pigeon colombin, Grive litorne, Merle à plastron…

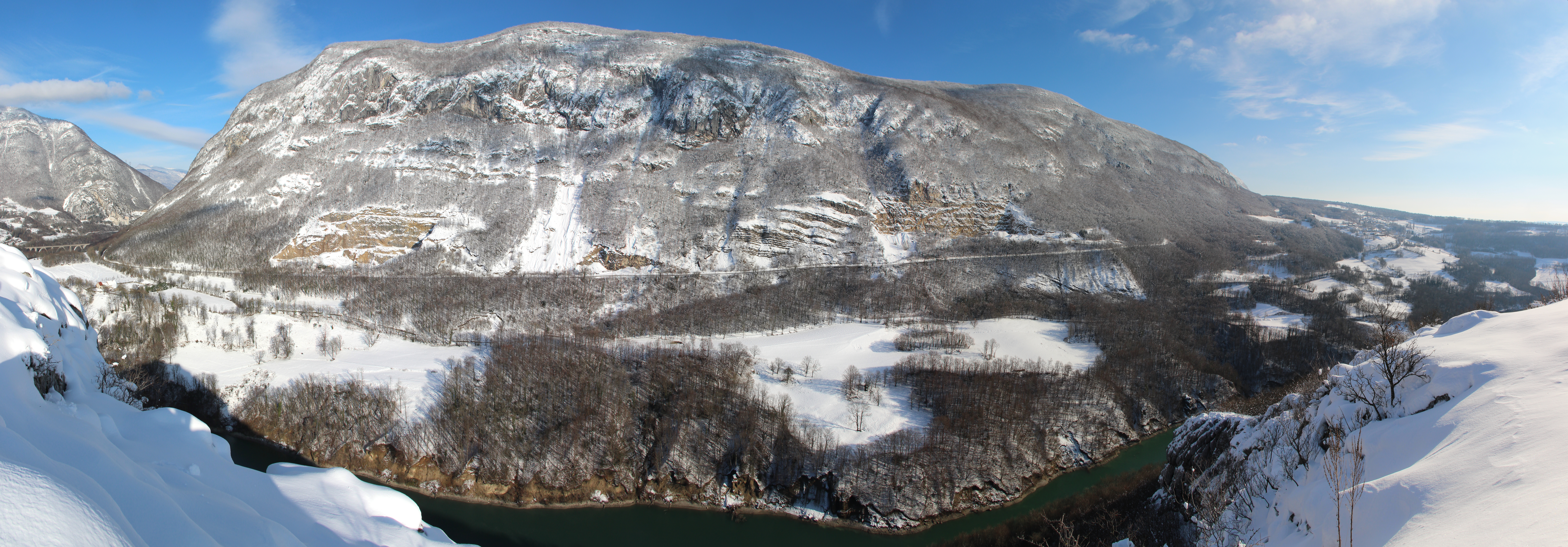
Le Vuache vu depuis le belvedère de Léaz.